# Crossocheilus oblongus
Crossocheilus oblongus är en fiskart som beskrevs av Heinrich Kuhl och Van Hasselt 1823. Crossocheilus oblongus ingår i släktet Crossocheilus och familjen karpfiskar. IUCN kategoriserar arten globalt som livskraftig. Inga underarter finns listade i Catalogue of Life.